# Armeria canescens
Armeria canescens är en triftväxtart som först beskrevs av Nicolaus Thomas Host, och fick sitt nu gällande namn av Pierre Edmond Boissier. Armeria canescens ingår i släktet triftar, och familjen triftväxter. Inga underarter finns listade i Catalogue of Life.